# Walter Mazzarri
Walter Mazzarri, född 1 oktober 1961 i San Vincenzo, Livorno, är en italiensk fotbollstränare.

## Spelarkarriär
Walter Mazzarris spelarkarriär inleddes i FCD Fallonica, men han snappades tidigt upp av Fiorentina. Han fick dock aldrig spela för Fiorentina utan gjorde istället seniordebut för Pescara 1981.
Mazzarri spelade sedan i en mängd olika klubbar, oftast bara en säsong. Hans längsta sejour var för Empoli, som han avancerade till Serie A med.
Efter en säsong med Modena varvade Mazzarri ned i allt mindre klubbar.

## Tränarkarriär
Mazzarri inledde tränarkarriären som assistent till Renzo Ulivieri i Napoli 1998. Han fick sitt första ansvar som huvudtränare i sin gamla klubb Acireale 2001. 2003 fick Livornos ägare Aldo Spinelli upp ögonen för Mazzarri och tog honom till hemstaden. Mazzarri ledde Livorno under en säsong och tog då laget tillbaka till Serie A för första gången på över femtio år.

### Reggina
Efter succén i Livorno flyttade Mazzarri till Reggina där han stannade tre säsonger och såg till att laget hängde kvar i Serie A samtliga år. Störst var bedriften 2006-2007 då Reggina startade säsongen med elva minuspoäng.

### Sampdoria
Sommaren 2007 tog Mazzarri över Sampdoria. Under sin första säsong ledde han laget till en sjätte plats och därmed kvalificering till UEFA-Cupen den kommande säsongen. 2008-2009 tog han Sampdoria till final i Coppa Italia.

### Napoli
6 oktober 2009 tog han över som tränare för Napoli efter att Roberto Donadoni sparkats. Under sin första säsong med klubben slutade men på en sjätteplats. Året efter, 2010-2011, höjde man sig ytterligare och kvalificerade sig för UEFA Champions League. 2011-2012 tappade Napoli lite i ligan, men för första gången på ca 20 år fick klubben fira en efterlängtad titel i och med Coppa Italia-vinsten mot ligamästarna Juventus FC. I Champions league åkte de ut i åttondelsfinalerna mot Chelsea FC efter förlängning. Efter säsongen 2012/2013 valde Walter Mazzarri att inte förlänga sitt kontrakt med SSC Napoli.

### Inter
Den 25 maj 2013 tog Walter Mazzarri över FC Internazionale Milano efter att Andrea Stramaccioni blivit sparkad.

### Spelidé
Walter Mazzarri har alltid spelat med en trebackslinje i sina lag, oftast i ett 3-4-2-1- eller 3-4-3-system. Hans spelidé bygger på ett rakt spel med snabba omställningar.

## Meriter

### Som spelare
- Mästare i Serie C: 1

Modena 1989-1990

### Som tränare
- Mästare i Coppa Italia:1

Napoli 2011-2012